# Unearth
Unearth — американская металкор-группа из Массачусетса, образованная в 1998 году. За свою карьеру выпустила восемь студийных альбомов, последний из которых, The Wretched; The Ruinous, вышел в 2023 году. В музыкальном плане коллектив характеризуется традиционным металкор-звучанием с привнесением в него элементов трэш-метала, постхардкора, дэткора и европейского мелодик-дэт-метала. Помимо собственных туров Unearth участвовали в мировых и совместных континентальных турах таких групп как Slayer, Whitechapel, Killswitch Engage, Shadows Fall и Lamb of God.

## История
Группа была основана в 1998 году Тревором Фиппсом, Базом МакГратом, Кеном Суши, Майком Радбергом и Крисом Ребаски в городе Винфроп, штат Массачусетс. Изначально команда именовалась Point 04, тогда в ней еще не было Фиппса. Название "Unearth" было придумано Майком Радбергом. В мае 1999 года группа выпускает первый EP Above the Fall of Man на небольшом независимом лейбле Endless Fight. Позднее Unearth выпускает еще два EP на Eulogy Recordings: The Stings of Conscience в 2001 году, и Endless в 2002 году. В это время в группу на место Рибиски приходит Джон Маггард.
Совместные выступления группы «Unearth» на территории Соединенных штатов, Канады и Европы с такими командами как In Flames, Poison The Well, Hatebreed, Shadows Fall, Lamb Of God, Killswitch Engage, Soilwork, From Autumn To Ashes, Zao и Chimaira, а также участие в знаменитом туре «Headbangers Ball» в 2003 году, помогли группе добиться признания и собрать значительную армию фанатов.
Первым релизом группы стал альбом «The Stings of Conscience», вышедший из под крыла «Eulogy Recordings» (Bury Your Dead, Evergreen Terrace, The Burning Season, Twelve Tribes, Walls Of Jericho). Продюсированием альбома занимался Adam Dutkiewicz (Killswitch Engage).
С новым ударником, Майком Джастином, ранее игравший в The Red Chord и Hassan I Sabbah, Unearth выпускают свой первый дебютный альбом The Oncoming Storm на Metal Blade Records 29 июня 2004 года. В том же году группа выступает на Ozzfest и отправляется в тур вместе с Killswitch Engage, Shadows Fall и Lamb of God. В 2005 году Unearth выступают на Sounds of the Underground с Norma Jean, Gwar, and All That Remains.
В 2005 году компания «Eulogy Recordings» выпустила компиляцию группы Our Days of Eulogy, включающую в себя произведения с ЕР «Above the Fall of Man» и ЕР «Endless», а также несколько концертных треков. Спустя год, музыканты Unearth представили третий альбом «III: In The Eyes of Fire», продюсированием которого занимался Terry Date (Deftones, Soundgarden, Pantera, Limp Bizkit, Dream Theater, Slipknot). А 18 марта 2008 года выходит первый DVD группы Alive from the Apocalypse.
В сентябре 2014 года звукозаписывающей студией "Eulogy Recording" был выпущен шестой по счёту альбом "Watchers of Rule" тепло встреченный критиками и фанатами группы и сразу же отметившийся концертным турне по Западным штатам Америки, способствующий продвижению альбома в чартах и интернет магазинах. В общем и целом альбом не стал революционным в звучании и динамике группы, но при этом наметился заметный прогресс в сторону утяжеления и акцентированности звука на гитарных риффах.

## Состав группы

### Текущие участники
- Тревор Фиппс (англ. Trevor Phipps) — вокалист (1998–настоящее время)
- Баз Макгрэт (англ. Buz McGrath) — гитарист (1998–настоящее время)
- Кен Сьюзи (англ. Ken Susi) — гитарист (1998–настоящее время)
- Ник Пирс (англ. Nick Pierce) — барабанщик (2012–настоящее время)
- Крис О'Тул (англ. Chris O'Toole) - бас-гитара, бэк вокал (2014-настоящее время)

### Бывшие участники
- Крис «Ровер» Риби (англ. Chris «Rover» Rybi) — бас-гитарист (1998-2001)
- Джон Мэггард (англ. John Maggard) — бас-гитарист (2001–2014)
- Майк Джастин (англ. Mike Justian) — барабанщик (2003-2007)
- Майк Радберг (англ. Mike Rudberg) — барабанщик (1998-2003)

## Дискография

### Студийные альбомы
- The Stings of Conscience (2001)
- The Oncoming Storm (2004)
- III: In the Eyes of Fire (2006)
- The March (2008)
- Darkness in the Light (2011)
- Watchers of Rule (2014)
- Extinction(s) (2018)
- The Wretched; The Ruinous (2023)

### EP
- Above The Fall of Man (1999)
- Endless (2002)